# Donnay
Donnay és un municipi francès situat al departament de Calvados i a la regió de Normandia. L'any 2007 tenia 187 habitants.

## Demografia

### Població
El 2007 la població de fet de Donnay era de 187 persones. Hi havia 70 famílies de les quals 8 eren unipersonals (8 dones vivint soles i 8 dones vivint soles), 25 parelles sense fills, 29 parelles amb fills i 8 famílies monoparentals amb fills.
La població ha evolucionat segons el següent gràfic:
Habitants censats

### Habitatges
El 2007 hi havia 91 habitatges, 73 eren l'habitatge principal de la família, 8 eren segones residències i 10 estaven desocupats. Tots els 90 habitatges eren cases. Dels 73 habitatges principals, 64 estaven ocupats pels seus propietaris, 6 estaven llogats i ocupats pels llogaters i 3 estaven cedits a títol gratuït; 9 tenien tres cambres, 21 en tenien quatre i 43 en tenien cinc o més. 64 habitatges disposaven pel capbaix d'una plaça de pàrquing. A 23 habitatges hi havia un automòbil i a 49 n'hi havia dos o més.

### Piràmide de població
La piràmide de població per edats i sexe el 2009 era:
| Homes | Edats   | Dones |
| ----- | ------- | ----- |
| 0     | 95 o +  | 0     |
| 0     | 90 a 94 | 0     |
| 1     | 85 a 89 | 3     |
| 1     | 80 a 84 | 2     |
| 1     | 75 a 79 | 4     |
| 3     | 70 a 74 | 3     |
| 2     | 65 a 69 | 1     |
| 2     | 60 a 64 | 2     |
| 6     | 55 a 59 | 8     |
| 6     | 50 a 54 | 7     |
| 8     | 45 a 49 | 9     |
| 5     | 40 a 44 | 8     |
| 5     | 35 a 39 | 2     |
| 8     | 30 a 34 | 11    |
| 6     | 25 a 29 | 4     |
| 4     | 20 a 24 | 5     |
| 12    | 15 a 19 | 7     |
| 9     | 10 a 14 | 12    |
| 9     | 5 a 9   | 9     |
| 5     | 0 a 4   | 1     |

## Economia
El 2007 la població en edat de treballar era de 140 persones, 98 eren actives i 42 eren inactives. De les 98 persones actives 85 estaven ocupades (44 homes i 41 dones) i 13 estaven aturades (5 homes i 8 dones). De les 42 persones inactives 21 estaven jubilades, 18 estaven estudiant i 3 estaven classificades com a «altres inactius».

### Ingressos
El 2009 a Donnay hi havia 70 unitats fiscals que integraven 190 persones, la mediana anual d'ingressos fiscals per persona era de 17.336 €.

### Activitats econòmiques
Dels 7 establiments que hi havia el 2007, 1 era d'una empresa de fabricació d'altres productes industrials, 4 d'empreses de construcció i 2 d'empreses d'hostatgeria i restauració.
Dels 4 establiments de servei als particulars que hi havia el 2009, 1 era una fusteria, 2 lampisteries i 1 restaurant.
L'any 2000 a Donnay hi havia 10 explotacions agrícoles que ocupaven un total de 284 hectàrees.

## Poblacions més properes
El següent diagrama mostra les poblacions més properes.